# 土浦藩
土浦藩（つちうらはん）は、常陸国に存在した藩。藩庁は土浦城（現在の茨城県土浦市）。

## 概要
土浦は戦国時代、戦国大名である小田氏が領有していたが、小田氏が滅びると結城氏の所領となった。慶長5年（1600年）の関ヶ原の戦い後、結城秀康が越前福井藩に移封され、代わって譜代の松平信一が3万5000石で土浦に入り、土浦藩が立藩した。しかし信一の養子である信吉の代に上野国高崎へ移封される。信吉はこの時、土浦城の建築を進めており、水戸街道を城下に組み込んだ南門、西門、北門と城下が完成したところでの転封であった。
代わって上野白井より西尾忠永が大坂の陣の功績により2万石で入るが、子の西尾忠照のときに駿河田中藩へ移封となる。西尾氏の統治期間には土浦城の建築が進められ、領内検地も行われた。
下野鹿沼から朽木稙綱が3万石で入るが、子の朽木稙昌のとき丹波福知山へ移封となる。
代わって徳川家光に仕えて若年寄に栄進した土屋数直が寛文2年（1662年）2月に1万石で入る。後に数直は老中に栄進し、それにより所領も4万5000石にまで加増された。数直の死後、第2代藩主の土屋政直のとき、駿河田中藩へ移封となる。
代わって、「知恵伊豆」で有名な松平信綱の五男松平信興が2万2000石で入る。しかし大坂城代に任じられたため、短期間で摂津に領国を移封となる。
その後、再び土屋政直が駿河田中から6万5000石で再任される。以後は土屋氏10代の支配が続いて、明治時代を迎えた。ちなみに土屋政直は、徳川綱吉・徳川家宣・徳川家継・徳川吉宗の4代にわたって老中として仕え、6万5000石の所領を9万5000石まで拡大した。
第9代藩主土屋彦直は隣藩の水戸藩主徳川治保の三男、第11代藩主土屋挙直は治保の孫の徳川斉昭の第17子である。そのため、幕末期は佐幕派・討幕派の間で苦慮した立場をとらなければならなかった。

## 歴代藩主

### 松平（藤井）家
3万5000石 譜代
1. 松平信一（のぶかず） 従四位下 伊豆守
2. 松平信吉（のぶよし） 従五位下 伊豆守

### 西尾家
2万石 譜代
1. 西尾忠永
2. 西尾忠照

### 朽木家
3万石 譜代
1. 朽木稙綱
2. 朽木稙昌

### 土屋家
4万5000石 譜代
1. 土屋数直
2. 土屋政直

### 松平（大河内）家
5万3000石 譜代
1. 松平信興

### 土屋家
6万5000石→9万5000石 譜代
1. 土屋政直
2. 土屋陳直
3. 土屋篤直
4. 土屋寿直
5. 土屋泰直
6. 土屋英直
7. 土屋寛直
8. 土屋彦直
9. 土屋寅直
10. 土屋挙直

## 幕末の領地
- 常陸国
  - 茨城郡のうち - 8村（常陸知県事に編入）
  - 新治郡のうち - 47村
  - 信太郡のうち - 16村
  - 筑波郡のうち - 53村（うち25村は常陸知県事に編入）
- 出羽国（羽前国）
  - 村山郡のうち - 18村
- 陸奥国（磐城国）
  - 石川郡のうち - 10村（白河県に編入）
- 陸奥国（岩代国）
  - 岩瀬郡のうち - 2村（同上）
- 下総国
  - 相馬郡のうち - 6村（下総知県事に編入）
- 和泉国
  - 日根郡のうち - 11村（うち2村は吉見藩に編入）
- 美作国
  - 吉野郡のうち - 3村（久美浜県を経て生野県に編入）
  - 勝北郡のうち - 16村（同上）

明治維新後に、新治郡41村（旧幕府領9村、旧旗本領27村、旧水戸藩領3村、旧石岡藩領3村、旧志筑藩領2村、旧谷田部藩領1村）、河内郡21村（旧幕府領1村、旧旗本領5村、旧谷田部藩領15村）、信太郡76村（旧幕府領18村、旧旗本領40村、旧関宿藩領14村、旧仙台藩領8村、旧牛久藩領2村）が加わった。なお、相給が存在するため、村数の合計は一致しない。